# Oscar de melhor trilha sonora adaptada
O Oscar de Melhor Trilha Sonora Adaptada (Brasil) ou Óscar de Melhor Banda Sonora Adaptada (Portugal) foi concedido somente entre a trigésima-quinta (1962) e a quadragésima-segunda (1969) cerimônias.
| Ano  | Vencedor                                       | Autor(es)                   | Estúdio          | Outros Indicados |
| ---- | ---------------------------------------------- | --------------------------- | ---------------- | --- |
| 1962 | The Music Man                                  | Ray Heindorf                | Warner Bros.     | The Wonderful World of the Brothers Grimm (Leigh Harline) (Frank Perkins) Billy Rose's Jumbo (George Stoll) Gigot (Michel Magne)                                                                               |
| 1963 | Irma La Douce                                  | André Previn                | United Artists   | A New Kind of Love (Leith Stevens) Bye Bye Birdie (Johnny Green) The Sword in the Stone (George Bruns) Les Dimanches de Ville d'Avray (Maurice Jarre)                                                          |
| 1964 | My Fair Lady                                   | André Previn                | Warner Bros.     | The Unsinkable Molly Brown (Robert Armbuster/Leo Arnaud/Jack Elliot/Jack Hayes/Calvin Jackson/Leo Shuken) Robin and the 7 Hoods (Nelson Riddle) A Hard Day's Night (George Martin) Mary Poppins (Irwin Kostal) |
| 1965 | The Sound of Music                             | Irwin Kostal]               | 20th Century Fox | Cat Ballou (Frank De Vol) A Thousand Clowns (Don Walker) The Pleasure Seekers (Lionel Newman/Alexander Courage) Les Parapluies de Cherbourg (Michel Legrand)                                                   |
| 1966 | A Funny Thing Happened on the Way to the Forum | Ken Thorne                  | United Artists   | The Singing Nun (Harry Sukman) Stop the World – I Want to Get Off (Al Ham) Return of the Seven (Elmer Bernstein) Il Vangelo Secondo Matteo (Luis Enríquez Bacalov)                                             |
| 1967 | Camelot                                        | Alfred Newman/Ken Darby     | Warner Bros.     | Guess Who's Coming to Dinner (Frank De Vol) Valley of the Dolls (John Williams) Doctor Dolittle (Lionel Newman/Alexander Courage) Thoroughly Modern Millie (Andre Previn/Joseph Gershenson)                    |
| 1968 | Oliver!                                        | John Green                  | Columbia         | Star! (Lennie Hayton) Les Demoiselles de Rochefort (Michel Legrand/Jacques Demy) Finian's Rainbow (Ray Heindorf) Funny Girl (Walter Scharf)                                                                    |
| 1969 | Hello, Dolly!                                  | Lennie Hayton/Lionel Newman | 20th Century Fox | Goodbye, Mr. Chips (Leslie Bricusse/John Williams) Paint Your Wagon (Nelson Riddle) They Shoot Horses, Don't They? (John Green/Albert Woodbury) Sweet Charity (Cy Coleman)                                     |